# Grand Prix-wegrace van de Verenigde Staten 1965
De Grand Prix-wegrace van de Verenigde Staten 1965 was de eerste race van het wereldkampioenschap wegrace-seizoen 1965. De races werden verreden op 20 maart op de Daytona International Speedway in Daytona Beach, Florida. Aan de start kwamen de 50cc-, 125cc-, 250cc- en de 500cc-klasse.

## Algemeen
Honda liet de Verenigde Staten weer schieten, wat vreemd was want dat had men in 1964 ook gedaan en (mede) daardoor was de 250cc-wereldtitel naar Phil Read met zijn Yamaha gegaan. Ook de merken uit het Oostblok (MZ uit de DDR, Jawa en CZ uit Tsjecho-Slowakije) gingen op het hoogtepunt van de Koude Oorlog niet naar de Verenigde Staten. Privérijders konden de overtocht niet betalen en -net als in 1964- bleven ook de tribunes leeg omdat de Amerikanen zich niet interesseerden voor het grotendeels Europese wereldkampioenschap. De Amerikaanse Grand Prix werd na dit tweede jaar voor lange tijd van de kalender geschrapt om pas in het seizoen 1988 terug te keren.

## 500cc-klasse
MV Agusta stuurde de net gecontracteerde Giacomo Agostini niet naar de Verenigde Staten. Mike Hailwood moest het alleen doen. Hij won de race zo overtuigend, dat de Amerikaan Buddy Parriott en de Canadees Roger Beaumont weliswaar op het podium kwamen, maar met twee en drie ronden achterstand finishten.
| Pos | Coureur        | Merk      | Tijd      | Pnt |
| --- | -------------- | --------- | --------- | --- |
| 1   | Mike Hailwood  | MV Agusta | 1:16"33'0 | 8   |
| 2   | Buddy Parriott | Norton    | +2 ronden | 6   |
| 3   | Roger Beaumont | Norton    | +3 ronden | 4   |
| 4   | Ken King       | Norton    | +3 ronden | 3   |
| 5   | Ed LaBelle     | Norton    | +4 ronden | 2   |
| 6   | David Lloyd    | Norton    | +5 ronden | 1   |
| 7   | Fred Simone    | BMW       |           |     |
| 8   | Al Johnson     | BMW       |           |     |
| 9   | Ray Dey        | Norton    |           |     |
| 10  | Wester Cooley  | Norton    |           |     |
| 11  | Carl Eshoo     | Triumph   |           |     |
| 12  | Bruce Carter   | BSA       |           |     |
| 13  | Stan Friduss   | Norton    |           |     |

| Coureur          | Merk      | Oorzaak |
| ---------------- | --------- | ------- |
| Dave Jackson     | Matchless |         |
| Fred Gailey      | Norton    |         |
| Ivor Lloyd       | Norton    |         |
| Stuart Morin     | Matchless |         |
| Franco Farne     | Ducati    |         |
| Dean Dyess       | Ducati    |         |
| Gerald MacDonald | Paton     |         |
| Peter Gould      | Ducati    |         |
| Wilber Lawson    | Triumph   |         |
| Paddy Driver     | Matchless |         |

| Coureur            | Merk               | Oorzaak     |
| ------------------ | ------------------ | ----------- |
| Eduard Lenz        | Norton             | Privérijder |
| Jack Ahearn        | Norton             | Privérijder |
| Jack Findlay       | McIntyre-Matchless | Privérijder |
| Mike Duff          | Matchless          | Privérijder |
| Gyula Marsovszky   | Matchless          | Privérijder |
| František Šťastný  | Jawa               | Teambeleid  |
| Walter Scheimann   | Norton             | Privérijder |
| Jouko Ryhänen      | Matchless          | Privérijder |
| Billie Nelson      | Norton             | Privérijder |
| Billy McCosh       | Matchless          | Privérijder |
| Chris Conn         | Norton             | Privérijder |
| Dan Shorey         | Norton             | Privérijder |
| Derek Minter       | Norton             | Privérijder |
| Dick Creith        | Norton             | Privérijder |
| Fred Stevens       | Matchless          | Privérijder |
| Joe Dunphy         | Norton             | Privérijder |
| John Cooper        | Norton             | Privérijder |
| Lewis Young        | Matchless          | Privérijder |
| Rob Fitton         | Norton             | Privérijder |
| Selwyn Griffiths   | Matchless          | Privérijder |
| Giacomo Agostini   | MV Agusta          | Teambeleid  |
| Giuseppe Mandolini | Moto Guzzi         | Privérijder |
| Ian Burne          | Norton             | Privérijder |

## 250cc-klasse
Yamaha profiteerde optimaal van de afwezigheid van concurrent Honda. Regerend wereldkampioen Phil Read won de race voor zijn teamgenoot Mike Duff. Silvio Grassetti finishte met zijn Moto Morini 250 Bialbero slechts een seconde achter Duff. Suzuki stuurde Frank Perris met de watergekoelde viercilinder RZ 64, maar hij werd slechts vierde.
| Pos | Coureur             | Merk    | Tijd    | Pnt |
| --- | ------------------- | ------- | ------- | --- |
| 1   | Phil Read           | Yamaha  | 49"29'0 | 8   |
| 2   | Mike Duff           | Yamaha  | +36'0   | 6   |
| 3   | Silvio Grassetti    | Morini  | +37'0   | 4   |
| 4   | Frank Perris        | Suzuki  | +42'0   | 3   |
| 5   | José Maria Busquets | Montesa | +1"12'0 | 2   |
| 6   | John Buckner        | Yamaha  | +2"05'0 | 1   |

| Coureur           | Merk  | Oorzaak     |
| ----------------- | ----- | ----------- |
| František Šťastný | Jawa  | Teambeleid  |
| Heinz Rosner      | MZ    | Teambeleid  |
| Derek Woodman     | MZ    | Teambeleid  |
| Mike Hailwood     | Honda | [ 2 ]       |
| Ralph Bryans      | Honda | Teambeleid  |
| Isamu Kasuya      | Honda | Teambeleid  |
| Bruce Beale       | Honda | Privérijder |
| Jim Redman        | Honda | Teambeleid  |
| Gosuke Yamashita  | Honda | Teambeleid  |

| Coureur             | Merk      |
| ------------------- | --------- |
| Barry Smith         | Bultaco   |
| Günter Beer         | Honda     |
| Ramón Torras        | Bultaco   |
| Jean-Claude Guénard | Bultaco   |
| Giuseppe Visenzi    | Aermacchi |
| Tarquinio Provini   | Benelli   |
| Yoshimi Katayama    | Suzuki    |
| Ginger Molloy       | Bultaco   |
| Remo Venturi        | Benelli   |
| Kevin Cass          | Cotton    |
| Alain Barbaroux     | Aermacchi |
| Bill Ivy            | Yamaha    |
| Bob Coulter         | Bultaco   |
| David Williams      | Mondial   |
| Rex Avery           | Bultaco   |
| Alberto Pagani      | Aermacchi |
| Gilberto Milani     | Aermacchi |
| Hiroshi Hasegawa    | Yamaha    |

## 125cc-klasse
In de 125cc-race had Suzuki het rijk alleen omdat Honda niet verscheen, Yamaha de ontwikkeling van de RA 97 nog steeds niet voltooid had en de overige concurrenten uit het Oostblok thuis bleven. Zo won Hugh Anderson met de Suzuki RT 65 voor teamgenoten Ernst Degner en Frank Perris. Zij maakten er wel een spannende race van, want ze finishten binnen 0,6 seconden. De andere punten gingen weliswaar naar Honda-rijders, maar dat waren Amerikaanse privérijders met Honda CR 93-productieracers.
| Pos | Coureur       | Merk   | Tijd    | Pnt |
| --- | ------------- | ------ | ------- | --- |
| 1   | Hugh Anderson | Suzuki | 43"42'0 | 8   |
| 2   | Ernst Degner  | Suzuki | +0'2    | 6   |
| 3   | Frank Perris  | Suzuki | +0'6    | 4   |
| 4   | Rick Schell   | Honda  |         | 3   |
| 5   | Jeff Tate     | Honda  |         | 2   |
| 6   | Bo Gehring    | Honda  |         | 1   |

| Coureur             | Merk   | Oorzaak     |
| ------------------- | ------ | ----------- |
| Mike Duff           | Yamaha | Teambeleid  |
| Luigi Taveri        | Honda  | Teambeleid  |
| Jochen Leitert      | MZ     | Teambeleid  |
| Klaus Enderlein     | MZ     | Teambeleid  |
| Roland Rentzsch     | MZ     | Teambeleid  |
| Bill Ivy            | Yamaha | Teambeleid  |
| Derek Woodman       | MZ     | Teambeleid  |
| Phil Read           | Yamaha | Teambeleid  |
| Ralph Bryans        | Honda  | Teambeleid  |
| Bruce Beale         | Honda  | Privérijder |
| František Boček     | CZ     | Teambeleid  |
| Dieter Krumpholz    | MZ     | Teambeleid  |
| Heinz Rosner        | MZ     | Teambeleid  |
| Jürgen Lenk         | MZ     | Teambeleid  |
| Hironori Matsushima | Yamaha | Teambeleid  |
| Yasuharu Yuzawa     | Honda  | Teambeleid  |

| Coureur              | Merk        |
| -------------------- | ----------- |
| Ramón Torras         | Bultaco     |
| Giuseppe Visenzi     | Honda       |
| Yoshimi Katayama     | Suzuki      |
| Arthur Fegbli        | Honda       |
| Hans Georg Anscheidt | MZ-Kreidler |
| Walter Scheimann     | Honda       |
| Tommy Robb           | Bultaco     |
| Bruno Spaggiari      | Ducati      |
| Ginger Molloy        | Bultaco     |

## 50cc-klasse
Suzuki kwam aan de start met de nieuwe tweecilinder RK 65. Het had het rijk alleen omdat zowel Honda als Kreidler geen afvaardiging stuurden. Ernst Degner won voor zijn teamgenoten Hugh Anderson, Michio Ichino en Haruo Koshino.
| Pos | Coureur       | Merk   | Tijd | Pnt |
| --- | ------------- | ------ | ---- | --- |
| 1   | Ernst Degner  | Suzuki |      | 8   |
| 2   | Hugh Anderson | Suzuki |      | 6   |
| 3   | Michio Ichino | Suzuki |      | 4   |
| 4   | Haruo Koshino | Suzuki |      | 3   |
| 5   | Jacques Roca  | Derbi  |      | 2   |
| 6   | Gastón Biscia | Suzuki |      | 1   |

| Coureur      | Merk  | Oorzaak    |
| ------------ | ----- | ---------- |
| Luigi Taveri | Honda | Teambeleid |
| Ralph Bryans | Honda | Teambeleid |
| Akira Itoh   | Honda | Teambeleid |

| Coureur              | Merk     |
| -------------------- | -------- |
| Hans Georg Anscheidt | Kreidler |
| Ángel Nieto          | Derbi    |
| José Maria Busquets  | Derbi    |
| Cees van Dongen      | Kreidler |
| Barry Smith          | Derbi    |
| Charlie Mates        | Honda    |
| Ian Plumridge        | Derbi    |
| Leslie Griffiths     | Honda    |

1961 · 1962 · 1963 · 1964 · 1965 · 1988 · 1989 · 1990 · 1991 · 1993 · 1994 · 2005 · 2006 · 2007 · 2008 · 2009 · 2010 · 2011 · 2012 · 2013